# Coris auricularis
Coris auricularis (Valenciennes, 1839) è un pesce di acqua salata appartenente alla famiglia Labridae.

## Distribuzione e habitat
Proviene dalle barriere coralline dell'Australia, nell'est dell'oceano Indiano. Vive sia in zone rocciose che in zone con fondo sabbioso, spesso ricche di coralli o di vegetazione acquatica, fino a 45 m di profondità.

## Descrizione
Come le altre specie del genere Coris, presenta un corpo piuttosto allungato, leggermente compresso lateralmente, con la testa dal profilo abbastanza appuntito. La lunghezza massima registrata per questa specie è di 40 cm.
Gli esemplari giovanili sono bicolori, neri o grigi scuri, con delle linee bianche orizzontali che partono dalla testa e attraversano tutto il corpo fino al peduncolo caudale.
Nelle femmine adulte la colorazione è prevalentemente gialla pallida o rosata, ma dalla bocca parte una linea arancione che passa per l'occhio e sbiadisce lungo il dorso. La pinna dorsale e la pinna anale sono basse, lunghe e rosse, mentre la pinna caudale è rossa e trasparente. Gli occhi sono arancioni, il ventre più chiaro; le pinne pelviche sono giallastre e non particolarmente allungate. I maschi adulti presentano una colorazione non particolarmente differente, rossa o rosata scura con una fascia bianca verticale appena dopo le pinne pettorali.
Può raggiungere un'età massima di 13 anni.

## Biologia

### Comportamento
Forma gruppi con un solo maschio dominante e diverse femmine. Le sue abitudini somigliano molto a quelle di C. sandeyeri, infatti gli esemplari giovani puliscono altri pesci più grossi nutrendosi dei loro parassiti esterni.

### Alimentazione
Si nutre prevalentemente di piccoli invertebrati acquatici, soprattutto crostacei isopodi e anfipodi, talvolta di granchi, vermi e molluschi bivalvi e gasteropodi.

### Riproduzione
È oviparo e la fecondazione è esterna; non ci sono cure verso le uova; probabilmente è come i congeneri, ermafrodita, e gli esemplari più grossi sono maschi.

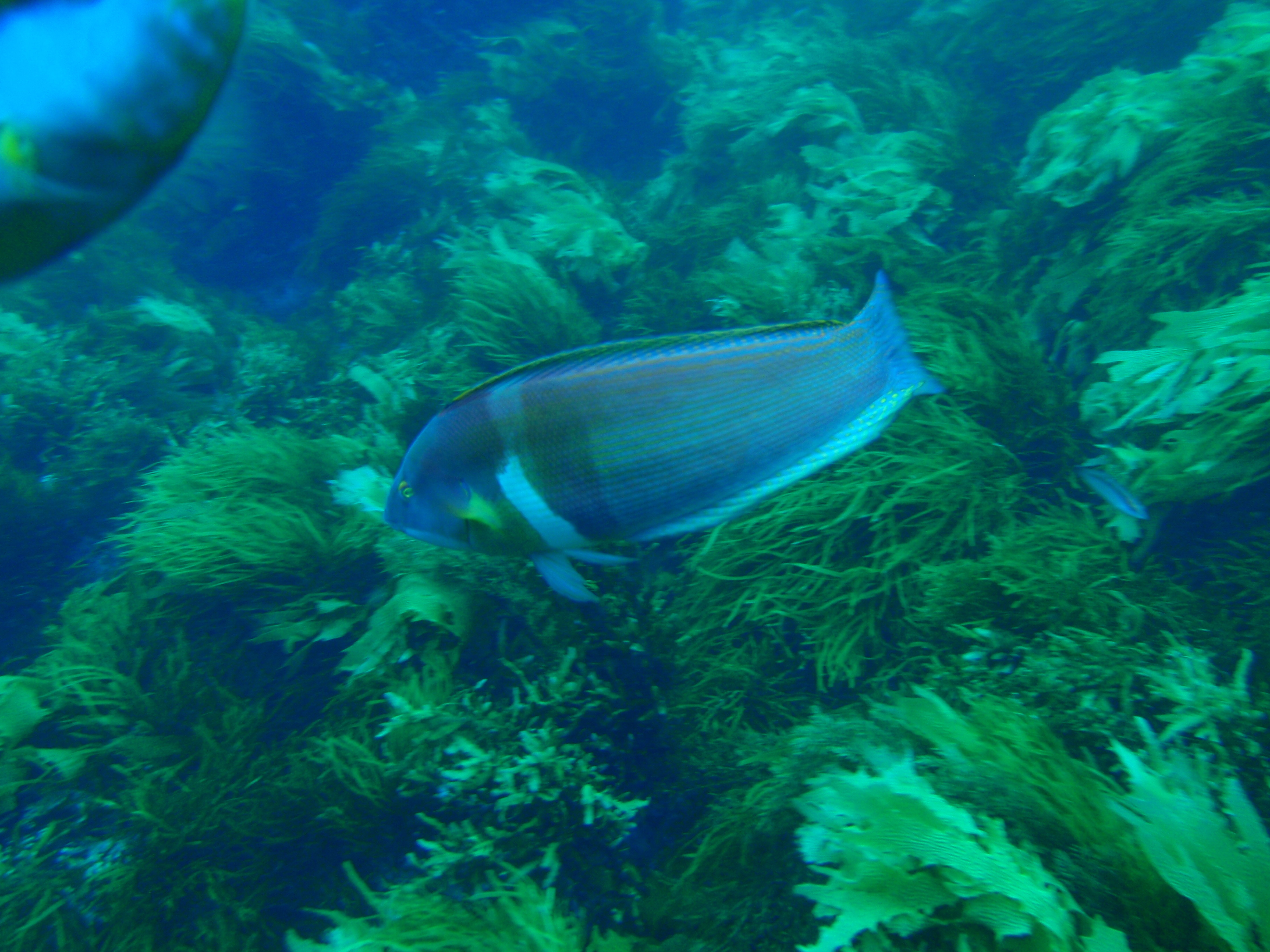
Esemplare maschile

## Conservazione
È una specie comune che però viene pescata abbastanza frequentemente e che in futuro potrebbe risentire della pesca eccessiva. La lista rossa IUCN la classifica comunque come "a rischio minimo" (LC).